# 大鷹雅規
大鷹 雅規（おおたか まさき、1960年9月16日 - ）は、岡山県和気郡（現在の備前市）出身で大鵬部屋に所属した元大相撲力士。本名は定久 正行（さだひさ まさゆき）。身長188cm、体重128kg。最高位は西十両4枚目（1986年1月場所）。得意技は右四つ、寄り。

## 来歴
中学3年生の時に元横綱・大鵬の雑誌記事を目にして興味を持ち、何度も読み返すうちに相撲を志して大鵬親方に入門を願う手紙を出した。中学校卒業後、大鵬部屋へ入門。1976年3月場所で初土俵を踏む。初土俵から9年半経った1985年9月場所で十両に昇進した。昭和最後の岡山県出身関取。1989年1月場所を最後に28歳で廃業した。

## 主な成績
- 生涯成績：327勝311敗5休 勝率.513
- 十両成績：94勝101敗 勝率.482
- 現役在位：78場所
- 十両在位：13場所
- 各段優勝
  - 幕下優勝：1回（1988年1月場所）

## 場所別成績
| | 一月場所 初場所（東京） | 三月場所 春場所（大阪） | 五月場所 夏場所（東京） | 七月場所 名古屋場所（愛知） | 九月場所 秋場所（東京） | 十一月場所 九州場所（福岡） |
| --- | ----------------------- | ----------------------- | ----------------------- | --------------------------- | ----------------------- | --------------------------- |
| 1976年 （昭和51年） | x                       | （前相撲）              | 東序ノ口24枚目 5–2      | 西序二段78枚目 4–3          | 西序二段57枚目 1–6      | 西序二段93枚目 4–3          |
| 1977年 （昭和52年） | 西序二段66枚目 3–4      | 東序二段81枚目 4–3      | 西序二段56枚目 4–3      | 西序二段29枚目 2–5          | 西序二段55枚目 3–4      | 東序二段64枚目 5–2          |
| 1978年 （昭和53年） | 東序二段30枚目 5–2      | 東三段目80枚目 3–4      | 東序二段3枚目 4–3       | 西三段目76枚目 3–4          | 西序二段3枚目 3–4       | 西序二段12枚目 5–2          |
| 1979年 （昭和54年） | 西三段目76枚目 3–4      | 東三段目62枚目 4–3      | 東三段目45枚目 3–4      | 西三段目62枚目 5–2          | 東三段目36枚目 4–3      | 東三段目20枚目 3–4          |
| 1980年 （昭和55年） | 東三段目32枚目 5–2      | 西三段目4枚目 2–5       | 西三段目24枚目 2–5      | 西三段目50枚目 5–2          | 東三段目19枚目 4–3      | 東三段目3枚目 6–1           |
| 1981年 （昭和56年） | 東幕下31枚目 4–3        | 西幕下25枚目 1–6        | 西幕下46枚目 4–3        | 西幕下33枚目 2–5            | 西幕下57枚目 2–5        | 東三段目19枚目 5–2          |
| 1982年 （昭和57年） | 東幕下52枚目 1–1–5      | 西三段目18枚目 2–5      | 西三段目41枚目 6–1      | 東幕下58枚目 5–2            | 東幕下33枚目 3–4        | 東幕下46枚目 3–4            |
| 1983年 （昭和58年） | 東幕下60枚目 3–4        | 西三段目17枚目 5–2      | 西幕下49枚目 4–3        | 東幕下40枚目 2–5            | 西三段目3枚目 4–3       | 西幕下55枚目 6–1            |
| 1984年 （昭和59年） | 東幕下23枚目 4–3        | 西幕下17枚目 4–3        | 東幕下11枚目 2–5        | 西幕下28枚目 6–1            | 西幕下12枚目 4–3        | 東幕下9枚目 4–3             |
| 1985年 （昭和60年） | 西幕下5枚目 1–6         | 西幕下27枚目 5–2        | 東幕下13枚目 5–2        | 西幕下5枚目 6–1             | 東十両12枚目 8–7        | 西十両9枚目 9–6             |
| 1986年 （昭和61年） | 西十両4枚目 6–9         | 西十両9枚目 7–8         | 西十両11枚目 8–7        | 西十両9枚目 8–7             | 東十両6枚目 6–9         | 西十両11枚目 8–7            |
| 1987年 （昭和62年） | 西十両8枚目 8–7         | 西十両7枚目 6–9         | 西十両10枚目 7–8        | 西十両11枚目 8–7            | 東十両9枚目 5–10        | 東幕下2枚目 1–6             |
| 1988年 （昭和63年） | 西幕下26枚目 優勝 6–1   | 東幕下11枚目 3–4        | 西幕下16枚目 4–3        | 東幕下12枚目 1–6            | 西幕下40枚目 4–3        | 西幕下29枚目 2–5            |
| 1989年 （平成元年） | 西幕下51枚目 引退 4–3–0 | x                       | x                       | x                           | x                       | x                           |
| 各欄の数字は、「勝ち-負け-休場」を示す。 優勝 引退 休場 十両 幕下 三賞：敢=敢闘賞、殊=殊勲賞、技=技能賞 その他：★=金星 番付階級：幕内 - 十両 - 幕下 - 三段目 - 序二段 - 序ノ口 幕内序列：横綱 - 大関 - 関脇 - 小結 - 前頭（「#数字」は各位内の序列） |                         |                         |                         |                             |                         |                             |

## 改名歴
- 定久 正行（さだひさ まさゆき） 1976年5月場所-1978年11月場所
- 暁鵬 正行（ぎょうほう まさゆき） 1979年1月場所
- 堯公鵬 雅規（ぎょくほう まさき） 1979年3月場所-1982年11月場所
- 大鷹 雅規（おおたか まさき） 1983年1月場所-1987年11月場所
- 大鷹 力（おおたか ?） 1988年1月場所-1989年1月場所